# Radio Ethiopia
Radio Ethiopia este un album lansat de Patti Smith Group în octombrie 1976 prin Arista Records.

## Despre album
În ciuda succesului albumului de debut, Horses, Radio Ethiopia a fost întâmpinat cu o recepție mai puțin entuziastă din partea criticilor. Smith a fost acuzată că "s-a vândut" ( conform propriilor sale cuvinte, cântăreața a sperat să facă noul album mai orientat comercial), în plus, producătorul de sunet a fost criticat pentru că nu a reușit să gestioneze bine sarcina sa. 
Cu toate acestea, albumul se remarcă prin evoluția muzicală a artistei, care a explorat un sunet mai dur și mai primitiv în piese precum "Ask the Angels" și "Pumping (My Heart)". În același timp, Radio Ethiopia a inclus și piese complexe și experimentale, precum piesa de titlu de 10 minute "Radio Ethiopia/Abyssinia". 
Albumul dedicat memoriei a doi artiști care i-au influențat puternic pe Patti Smith: Arthur Rimbaud și Constantin Brâncuși. Coperta albumului a prezentat o fotografie a artistei realizată de Judy Lynn, iar pe verso a fost imprimată fraza "Free Wayne Kramer!" (Eliberați-l pe Wayne Kramer!), ca semn de solidaritate cu muzicianul care se afla în închisoare la acea vreme, acuzat de trafic de droguri.

## Tracklist
1. "Ask the Angels" (3:07)
2. "Ain't It Strange" (6:35)
3. "Poppies" (Smith, Richard Sohl) (7:05)
4. "Pissing in a River" (4:41)
5. "Pumping (My Heart)" (Smith, Kral, Jay Dee Daugherty) (3:20)
6. "Distant Fingers" (Smith, Allen Lanier) (4:17)
7. "Radio Ethiopia" (Smith, Lenny Kaye) (10:00)
8. "Abyssinia" (Smith, Kaye, Sohl) (2:10)

- Toate cântecele au fost scrise de Patti Smith și Ivan Kral cu excepția celor notate.

## Single-uri
- "Pissing in a River" (1976)
- "Pumping (My Heart)" (1976)
- "Ask the Angels" (1977)